# Halsbandmaki
Der Halsbandmaki (Eulemur collaris) ist eine Primatenart aus der Gruppe der Lemuren (Lemuriformes).

## Merkmale
Wie bei den meisten anderen Großen Makis sind Männchen und Weibchen unterschiedlich gefärbt. Bei den Männchen ist das Fell am Rücken graubraun gefärbt, der Bauch ist etwas heller. Das Gesicht und die langgestreckte Schnauze sind dunkelgrau, über den Augen befinden sich hellgraue Flecken, deren Größe variieren kann. Die Backen- und Barthaare sind orange bis rotbraun gefärbt und sehr buschig. Das Fell der Weibchen ist bräunlicher, manchmal sogar ins Rötliche gehend, am Bauch aber eher hellgrau. Das Gesicht ist grau, die Backen- und Barthaare sind deutlich kürzer und weniger buschig als bei den Männchen. Diese Tiere erreichen eine Kopfrumpflänge von 39 bis 40 Zentimetern, eine Schwanzlänge von 50 bis 55 Zentimetern und ein Gewicht von 2,3 bis 2,5 Kilogramm.

## Verbreitung und Lebensraum
Halsbandmakis sind auf Madagaskar beheimatet, wo sie den Südosten der Insel bewohnen. Nordgrenze ihres Verbreitungsgebietes ist der Fluss Mananara. Ihr Lebensraum sind Regen- und Küstenwälder, sie kommen vom Meeresniveau bis in 1875 Meter Seehöhe vor.

## Lebensweise
Diese Primaten sind Baumbewohner, die selten auf den Boden kommen. Im Geäst bewegen sie sich vorwiegend auf allen vieren fort, sie können größere Distanzen aber auch springend zurücklegen. Sie sind kathemeral, das heißt, sie haben keinen ausgeprägten Tag-Nacht-Rhythmus. Sie leben in Gruppen aus mehreren Männchen und Weibchen, die insgesamt meist drei bis sieben (manchmal bis zu zwölf) Tiere umfassen. Früchte bilden den Hauptbestandteil der Nahrung, in kleinerem Ausmaß fressen sie auch Blätter, Blüten und anderen Pflanzenteile sowie wirbellose Tiere.
Die Paarung ist saisonal, nach einer rund 120-tägigen Tragzeit bringt das Weibchen zwischen September und November meist ein einzelnes Jungtier zur Welt.

## Bedrohung

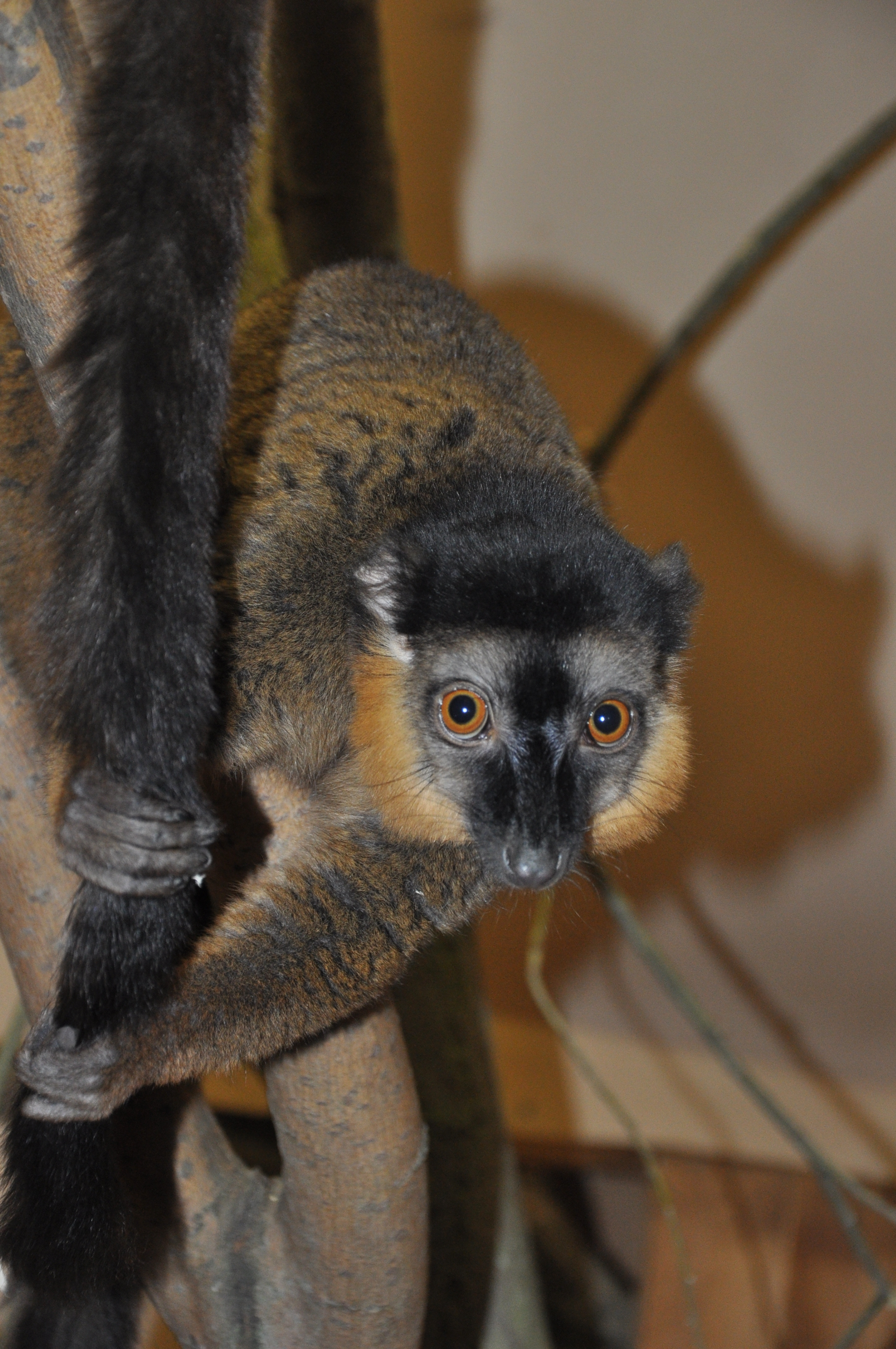
Halsbandmaki (Eulemur collaris) im Zoo Pilsen

Die Hauptgefahr für den Halsbandmaki stellt die Zerstörung seines Lebensraums durch Brandrodungen und Holzkohleerzeugung dar. Darüber hinaus werden sie wegen ihres Fleisches gejagt und manchmal zu Heimtieren gemacht. Die IUCN schätzt, dass die Gesamtpopulation in den letzten 24 Jahren (drei Generationen) um mehr als 30 % zurückgegangen ist und listet die Art als „gefährdet“ (vulnerable).
Einziger deutscher Halter ist Berlin. Weitere Halter gibt es in Europa in Tschechien, Österreich und GB.